# Flatanger
Flatanger ist eine norwegische Kommune im Fylke Trøndelag mit 1121 Einwohnern (Stand 1. Januar 2025). Der Sitz der Verwaltung ist in Lauvsnes.

## Sehenswürdigkeiten
Die Festung Utvorda wurde während des Zweiten Weltkriegs erbaut und war das größte Küstenfort Norwegens. Der Leuchtturm Villa Fyr auf der Insel Villa wurde 1839 erbaut.

## Sport
Im Jahr 2012 wurde Flatanger durch die Erstbegehung schwierigster Kletterrouten bekannt, die sich in der Höhle „Hanshelleren“ in der Nähe des Ortes befinden. So befinden sich zwei der wohl derzeit schwierigsten Routen der Welt bei Flatanger. Die Route „The Change“ (9b+/XII−) wurde im Oktober 2012 vom Tschechen Adam Ondra erstbegangen. Im September 2017 gelang Ondra die Route „Silence“. Die von ihm vorgeschlagene Bewertung 9c (XII) ist bislang nicht bestätigt.